# Canguane

Localização do bantustão de Canguane

Canguane ou KaNgwane foi um bantustão na África do Sul, pretendido pelo governo do apartheid para ser uma pátria semi-independente para o povo suázi. Foi chamado de Amasuázi e depois de "Autoridade Territorial Suázi" de 1976 a 1977. Em setembro de 1977, foi renomeado Canguane e recebeu uma assembleia legislativa. Após uma suspensão temporária de seu estatuto de pátria em 1982, a assembleia legislativa foi restaurada em dezembro de 1982. Canguane recebeu autogoverno nominal em agosto de 1984. Sua capital era em Louieville. Era o menos populoso dos dez bantustões sul-africanos, com uma estimativa de 183.000 habitantes. Ao contrário dos outros bantustões na África do Sul, Canguane não adotou uma bandeira distinta própria, mas hasteava a bandeira nacional da África do Sul.
Em 1982, uma tentativa de transferir partes do bantustão, juntamente com partes do bantustão KwaZulu, para o país vizinho da Suazilândia não foi realizada. Isso teria dado ao Essuatíni sem litoral acesso ao mar. O acordo foi negociado pelos governos, mas foi recebido pela oposição popular no território que deveria ser transferido. O território da pátria havia sido reivindicado pelo Rei Sobhuza II de Essuatíni como parte do reino tradicional dos monarcas suazis, e o governo sul-africano esperava usar a pátria como uma zona-tampão contra a infiltração de guerrilheiros da Lança da Nação do Congresso Nacional Africano (CNA) baseados em Moçambique. A África do Sul respondeu ao fracasso da transferência suspendendo temporariamente a autonomia de Canguane, restaurando-a em dezembro de 1982 e concedendo-lhe autogoverno nominal em 1984.
Canguane deixou de existir em 27 de abril de 1994, quando a Constituição Interina dissolveu os bantustões e criou novas províncias. Seu território tornou-se parte da província de Mepumalanga.